# Рац, Лайош
Лайош Рац (венг. Rácz Lajos; 1 июля 1952, Секешфехервар, Венгрия) — венгерский борец греко-римского стиля, призёр Олимпийских игр, чемпион мира, двукратный чемпион Европы, одиннадцатикратный (1974—1984) чемпион Венгрии.

## Биография
С детства был маленьким и худым ребёнком, по рекомендации врачей начал заниматься спортом. Сначала занимался спортивной гимнастикой, в 1966 году начал заниматься борьбой. 
В 1970 году занял второе место на чемпионате Европы по борьбе в возрастной категории espoir, в следующем году был третьим. На чемпионате Европы 1972 года среди взрослых остался шестым. В 1974 году впервые стал чемпионом Венгрии. На чемпионате мира 1974 года был четвёртым, в 1975 году — пятым. В 1976 году на чемпионате Европы остался четвёртым.  
На Летних Олимпийских играх 1976 года в Монреале боролся в наилегчайшем весе (до 52 килограммов). Регламент турнира оставался прежним, с начислением штрафных баллов; за чистую победу штрафные баллы не начислялись, за победу с явным преимуществом начислялось 0,5 штрафных балла, за победу по очкам 1 балл, за поражение с явным преимуществом соперника 3,5 балла и за чистое поражение 4 балла. Как и прежде, борец, набравший 6 штрафных баллов, из турнира выбывал. Титул оспаривали 17 борцов.
Лайош Рац три первые встречи выиграл, но по очкам, набрав 3 штрафных балла. Первое же поражение в четвёртом круге прекратило его дальнейшее участие в турнире, с пятым итоговым местом.
| Выступление на Олимпийских играх 1976 года | Выступление на Олимпийских играх 1976 года | Выступление на Олимпийских играх 1976 года | Выступление на Олимпийских играх 1976 года | Выступление на Олимпийских играх 1976 года | Выступление на Олимпийских играх 1976 года | Выступление на Олимпийских играх 1976 года | Выступление на Олимпийских играх 1976 года |
| Круг                                       | Соперник                                   | Страна                                     | Результат                                  | Счёт                                       | Баллы                                      | Всего баллов                               | Время схватки                              |
| ------------------------------------------ | ------------------------------------------ | ------------------------------------------ | ------------------------------------------ | ------------------------------------------ | ------------------------------------------ | ------------------------------------------ | ------------------------------------------ |
| 1                                          | Бабис Холидис                              | Греция                                     | Победа                                     | 13-9                                       | -1                                         | -1                                         | 9:00                                       |
| 2                                          | Морад Али Ширан                            | Иран                                       | Победа                                     | 9-6                                        | -1                                         | -2                                         | 9:00                                       |
| 3                                          | Брюс Томпсон                               | Соединённые Штаты Америки                  | Победа                                     | 8-6                                        | -1                                         | -3                                         | 9:00                                       |
| 4                                          | Коитиро Хираяма                            | Япония                                     | Поражение                                  | 2-5                                        | -3                                         | -6                                         | 9:00                                       |

В 1977 году стал чемпионом Европы, на чемпионате мира был четвёртым. В 1978 году был вторым на чемпионате Европы, на чемпионате мира был пятым. В 1979 году стал чемпионом мира, на чемпионате Европы и на Гран-При Германии. В 1980 году на Гран-При Германии был вторым. Перед олимпийскими играми был явным фаворитом, но за две недели до игр травмировался и выступал с травмой. 
На Летних Олимпийских играх 1980 года в Москве боролся в наилегчайшем весе (до 52 килограммов). Регламент турнира остался в основном прежним. Титул оспаривали 10 борцов.
Лайош Рац добрался до финальных встреч, где проиграл Вахтангу Благидзе и выиграл у Младена Младенова, таким образом заняв второе место. 
| Выступление на Олимпийских играх 1980 года | Выступление на Олимпийских играх 1980 года | Выступление на Олимпийских играх 1980 года | Выступление на Олимпийских играх 1980 года | Выступление на Олимпийских играх 1980 года | Выступление на Олимпийских играх 1980 года | Выступление на Олимпийских играх 1980 года | Выступление на Олимпийских играх 1980 года |
| Круг                                       | Соперник                                   | Страна                                     | Результат                                  | Счёт                                       | Баллы                                      | Всего баллов                               | Время схватки                              |
| ------------------------------------------ | ------------------------------------------ | ------------------------------------------ | ------------------------------------------ | ------------------------------------------ | ------------------------------------------ | ------------------------------------------ | ------------------------------------------ |
| 1                                          | Абдул Рихда                                | Ирак                                       | Победа                                     | Дисквалификация                            | 0                                          | 0                                          | 5:29                                       |
| 2                                          | Нику Гынгэ                                 | Румыния                                    | Поражение                                  | Дисквалификация обоих соперников           | -4                                         | -4                                         | 7:44                                       |
| 3                                          | Станислав Врублевский                      | Польша                                     | Победа                                     | Дисквалификация                            | 0                                          | -4                                         | 7:30                                       |
| 4                                          |                                            |                                            |                                            |                                            | 0                                          | -4                                         |                                            |
| 5                                          | Вахтанг Благидзе                           | Союз Советских Социалистических Республик  | Поражение                                  | 1-19 За явным преимуществом                | -3,5                                       | -7,5                                       | 9:00                                       |
| 6                                          | Младен Младенов                            | Болгария                                   | Победа                                     | 5-0                                        | 0                                          | -4                                         | 9:00                                       |

В 1981 году завоевал «бронзу» чемпиона мира, и «серебро» чемпионата Европы. В 1982 году был бронзовым призёром розыгрыша Кубка мира. В 1983 стал двукратным чемпионом Европы. 
По первой профессии электрик. В 1983 году окончил высшее учебное заведение и стал профессиональным тренером. Вплоть до 2015 года был тренером в борцовском клубе Чепеля, в 2015 году стал членом комитета Федерации борьбы Венгрии.   
Женат, имеет двоих детей, трёх внуков и внучку. 